# Pajaro Dunes (Kalifornija)
Pajaro Dunes je naseljeno područje za statističke svrhe u američkoj saveznoj državi Kalifornija. Prema popisu stanovništva iz 2010. u njemu je živjelo 144 stanovnika.